# Cloud Gate

Cloud Gate – The Big Bean

Das Cloud Gate, eine öffentlich zugängliche Skulptur des britischen Künstlers Anish Kapoor, ist das zentrale Kunstwerk des AT&T-Platzes im Millennium Park von Chicago, Illinois, USA. Die Skulptur wurde 2004 bis 2006 erstellt und wird aufgrund ihrer bohnenartigen Form auch The Bean genannt.
Die Hülle wurde aus 168 gewölbten Edelstahlplatten durch Schweißen zusammengefügt und wurde so geglättet und hochglanzpoliert, dass keine Nähte sichtbar sind. Sie misst L × B × H 20 m × 13 m × 10 m (66 ft × 44 ft × 33 ft) und wiegt 99,8 Tonnen. Durch die bogenförmige Hochwölbung der Mitte der Unterseite des etwa wie ein dreiachsiger Ellipsoid geformten Körpers besteht eine  etwa 3 m hohe Unterquerungsmöglichkeit für Fußgänger. Die Bean ist bei den Besuchern des Parks beliebt für die Aufnahme von verzerrten fotografischen Selbstporträts. Die Stützstruktur im Inneren der Hülle bleibt dem Betrachter verborgen und ragt notwendigerweise nur an wenigen Stellen unten aus der Hülle heraus, wo diese (fast) am Boden aufzuliegen scheint. Diese Stützen sind in einem Fundament verankert.

## Entwurf
Im Jahre 1998 besichtigten Vertreter des Millennium Parks und eine Gruppe aus Kunstsammlern, Kuratoren und Architekten Kunstwerke von 30 verschiedenen Künstlern, von denen sie zwei um einen Projektvorschlag baten. Darauf entwarf der amerikanische Künstler Jeff Koons eine ca. 46 Meter hohe Skulptur einer Spielplatzrutsche, die über einen Aufzug erreicht werden sollte. Das Komitee entschied sich für den  Vorschlag des international anerkannten Künstlers Anish Kapoor. Der Entwurf sah ein Objekt mit nahtloser Oberfläche aus rostfreiem Stahl vor, dessen Form an flüssiges Quecksilber erinnert. Diese spiegelähnliche Oberfläche sollte die Skyline von Chicago reflektieren, aufgrund der elliptischen Form jedoch in einem verzerrten und verdrehten Bild.

## Konstruktion und Bau
Das britische Ingenieurbüro Aerotrope erstellte die Tragwerksplanung. Die Firma Performance Structures (PSI) wurde mit der Umsetzung beauftragt, da sie für ihre Fähigkeiten, fast unsichtbare Schweißnähte zu erstellen, bekannt waren. Das Projekt begann mit dem Versuch von PSI, ein kleineres Modell zu erstellen. Anhand einer High-Density-Polyurethan-Schaum-Vorlage, die von Kapoor ausgewählt worden war, wurde der endgültige Strukturentwurf einschließlich der inneren Bauteile erstellt.
Ursprünglich hatte PSI geplant, die Skulptur in Oakland, Kalifornien zu bauen und per Schiff durch den Panamakanal und den Sankt-Lorenz-Strom nach Chicago zu transportieren. Allerdings wurde dieser Plan verworfen, weil ihn Parkbeamte für zu riskant hielten. Stattdessen wurde die Entscheidung getroffen, die einzelnen Platten durch LKW-Transporte nach Chicago zu bringen und vor Ort zu montieren; eine Aufgabe, die von MTH Industries durchgeführt wurde.
Bedenken wurden zum Gewicht der Skulptur geäußert. Die zur gewünschten Ästhetik der Skulptur erforderliche Dicke des Stahls war nur schwer abzuschätzen. Ursprünglich wurde geschätzt, dass Cloud Gate nach Fertigstellung 54,4 Tonnen wiegen würde, jedoch lag das endgültige Gewicht mit 99,8 Tonnen fast doppelt so hoch. Das zusätzliche Gewicht machte es für die Ingenieure erforderlich, die Tragstruktur zu überdenken. Das Dach des Park Grill, auf dem das Cloud Gate steht, musste ausgebaut werden, um das Gewicht tragen zu können. Die große Stützmauer, die Chicagos METRA vom North Grant Park trennt, trägt einen Großteil des Gewichts der Skulptur und bildet die Rückseite des Restaurants. Diese Mauer musste zusammen mit dem Rest der Fundamente zusätzlich ausgesteift werden, bevor die Errichtung begonnen werden konnte. Außerdem wird das Cloud Gate durch Querstäbe gestärkt, die unter der Pflasterung des Platzes verankert sind.
Die merkliche Wärmedehnung des Metalls bei Temperaturänderung erforderte, dass die Stützkonstruktion der Hülle elastisch aufgebaut ist und sich ihrerseits auf zwei Ringe in ihrem Inneren stützt, die sich wiederum etwas verschiebbar auf bodenfest montierten Stützen abstützen. Die Hülle steht im direkten Wärmeaustausch mit der Umgebungsluft und tendiert rascher dazu, ihre Temperatur anzunehmen, als die Stützen im Inneren. Der Boden hat eine hohe Wärmekapazität und geringe Wärmeleitfähigkeit, weshalb Jahrestemperaturschwankungen typisch nur etwa einen Meter tief eindringen.